# Micromus numerosus
Micromus numerosus är en insektsart som beskrevs av Navás 1910. Micromus numerosus ingår i släktet Micromus och familjen florsländor. Inga underarter finns listade i Catalogue of Life.